# Médaille Ati Vishisht Seva
La médaille Ati Vishisht Seva (AVSM) est une médaille militaire décernée par l'Inde pour reconnaître "des services distingués d'un ordre exceptionnel" pour tous les membres des forces armées. La décoration est un équivalent en temps de paix de la médaille Uttam Yuddh Seva, qui est une décoration de service distingué en temps de guerre. 
Le prix peut également être décerné à titre posthume. En cas d'attribution supplémentaire, les décorations sont représentées par une barrette portée sur le ruban. Le décoré peut utiliser "AVSM" comme lettres post-nominales.

## Histoire
La médaille Ati Vishisht Seva a été créée à l'origine sous le nom de "médaille Vishisht Seva, classe II". Elle a été renommée le 27 janvier 1961 et l'insigne modifié. Depuis 1980, l'attribution de la médaille a été exclue au service opérationnel, car la médaille Yudh Seva a été créée pour récompenser les services distingués dans un environnement opérationnel. 

## Voir également
- Médaille Uttam Yudh Seva
- Médaille Param Vishisht Seva